# Aleko Yordan
Aleko Yordan (Αλέκος Ιορδάνουes en griego; Estambul, 10 de enero de 1938-Crisa, 21 de septiembre de 2019) fue un jugador de fútbol turco.

## Vida y carrera
Nació en una familia griego-ortodoxa.
Jugó en los equipos turcos de Beyoğluspor de Beyoğlu y Beykoz S.K. de Beykoz antes de llegar a la selección nacional turca, con la que jugó dos partidos. Fue fichado por AEK Atenas en 1964.
Falleció en Grecia el 21 de septiembre de 2019.